# علم بروسيا
صَوَّرَ علم بروسيا عقاباً أسود على خلفية بيضاء، وهو الموجود أيضاً على شعار النبالة البروسي. كانت ألوان هذا العلم أحد أسس العلم الأسود والأبيض والأحمر للإمبراطورية الألمانية.

علم مملكة بروسيا (حتى عام 1918)

علم دولة بروسيا الحرة (حتى عام 1933)

كان العلم البروسي الوطني والمدني في الأصل علمًا بسيطًا باللونين الأسود والأبيض وبالترتيب أسود أبيض أسود واُعتمد في 22 مايو 1818، ولكن اُستبدل في 12 مارس 1823 بعلم جديد. قُسمت النسخة المنقحة (3:5) لتصبح بالترتيب أسود أبيض أسود (1:4:1)، يظهر في الشريط الأبيض عقاباً يمسك صولجاناً بمخلبه الأيمن وكرة رزقاء مطوقة بالذهب بالمخلب الأيسر وعلى صدره الحرفين 'FR' (''Fridericus Rex''، "الملك فريدريك"). يبلغ محور العقاب خمسي الطول الإجمالي للعلم.
علم الحرب البروسي (3:5) الذي تُبني في 28 نوفمبر 1816 كان في الأصل مفلوق الذيل بخمس الطول الإجمالي؛  تم التخلي عن الذيل في وقت لاحق. كان حجمه خُمسي علم الدولة وعليه العقاب البروسي (ثلثي ارتفاع العلم). في الكانتون وُضع الصليب الحديدي (ثلث ارتفاع العلم).
اُستحدث الصليب الحديدي عام 1813 أثناء الحرب ضد نابليون الأول زينةً للجنود العاديين الشجعان. اُستخدم مجددا في الحرب الفرنسية البروسية عام 1870 وفي الحرب العالمية الأولى، وأيضاً في كانتون علم الحرب للإمبراطورية الألمانية.
أظهر العلم الملكي لبروسيا الصليب الحديدي مزيناً بدرع وتاج شعار الدولة مُقلداً بنيشان العقاب الأسود، وعلى شفرات الصليب شعار Gott mit uns. بين الشفرات تواجدت في شكل مربع العقبان البروسية على طول الحواف وتاج ملكي من الداخل، وكلهم على خلفية أرجوانية أو حمراء.
بعد الثورة الألمانية 1918-1919 كانت الدولة البروسية بطيئة في تكييف شعاراتها مع الأشكال الجمهورية.  فقط 11 يوليو 1921 أصدر رئيس الوزراء البروسي مرسومًا جديدًا للشعارات. أفسح العقاب "القوطي" الطريق أمام عقاب بشكل أكثر واقعية وتجرد من كل زينته.
في 16 ديسمبر 1921 أصدرت وزارة الخارجية مرسومًا يقضي بأن يكون العلم البروسي باللونين الأبيض والأسود فقط.
في 24 فبراير و 23 أبريل 1922 أصدرت الوزارة علم خدمة مشابهًا للعلم الوطني في لقرن التاسع عشر - حدود سوداء أعلى وأسفل، يمثل سدس الارتفاع الكلي للعلم مع العقاب الجديد.
لطالما كان اللباس الأساسي لمنتخب ألمانيا الوطني لكرة القدم هو القميص الأبيض والسراويل السوداء، ألوان العلم البروسي.

## معرض الصور
- علم بروسيا الملكية
(1466–1772)
- علم دوقية بروسيا
(1525–1657)
- علم مملكة بروسيا
(1701–1750)
- العلم المدني لبروسيا
(1701–1935)
- State flag of the Kingdom of Prussia
(1750–1801)
- علم مملكة بروسيا
(1801–1803)
- علم مملكة بروسيا
(1803–1892)
- علم حرب لبروسيا 
(1816)
- علم ملك بروسيا
(1871–1918)
- علم ولي العهد
(1871–1892)
- الراية المدنية والعلم التجاري لمملكة بروسيا
(1823–1863)
- الراية المدنية والعلم التجاري لمملكة بروسيا 
(1863–1892)
- علم مملكة بروسيا
(1892–1918)
- الراية المدنية لمملكة بروسيا
(1892–1918)
- علم حرب لبروسيا
(1895–1918)
- علم ولاية بروسيا الحرة
(1918–1933)
- علم الخدمة لدولة بروسيا الحرة
(1933–1935)

## روابط خارجية
- الأعلام التاريخية (بروسيا، ألمانيا) على موقع أعلام العالم